# Sven Jodts
Sven Jodts (Veurne, 14 oktober 1988) is een voormalig Belgisch wielrenner. Tussen 2010 en 2013 reed Jodts bij Topsport Vlaanderen-Mercator.

## Palmares
2007
- 3e etappe Triptyque des Barrages
- 5e etappe Ronde van Luik

2008
- 4e etappe Ronde van de Haut-Anjou

2010
- 8e etappe Ronde van Normandië
- Internationale Wielertrofee Jong Maar Moedig I.W.T.